# IC 2573
IC 2573 је спирална галаксија у сазвјежђу Шмрк (Пумпа) која се налази на листи објеката дубоког неба у Индекс каталогу.
Деклинација објекта је - 35° 27' 23" а ректасцензија 10h 23m 30,2s. Привидна величина (магнитуда) објекта IC 2573 износи 14,7 а фотографска магнитуда 15,4. IC 2573 је још познат и под ознакама ESO 375-17, PGC 30442.